# 660. pr. Kr.
◄ | 8. stoljeće pr. Kr. | 7. stoljeće pr. Kr. | 6. stoljeće pr. Kr. | ►
◄ | 690-ih pr. Kr. | 680-ih pr. Kr. | 670-ih pr. Kr. | 660-ih pr. Kr. | 650-ih pr. Kr. | 640-ih pr. Kr. | 630-ih pr. Kr. | ►
◄◄ | ◄ | 663. pr. Kr. | 662. pr. Kr. | 661. pr. Kr. | 660 pr. Kr. | 659. pr. Kr. | 658. pr. Kr. | 657. pr. Kr. | ► | ►►
Astronomija

## Događaji
- 11. veljače – Jimmu Tenno je utemeljio Japan
- Jimmu Tenno postao je, prema legendi, šef konfederacije u ratu japanskih klanova
- Smatra se kako su se najstarije kovanice pojavile u Lidiji oko 660. pr. Kr.